# ウォルター・M・ミラー・ジュニア
ウォルター・マイケル・ミラー・ジュニア（Walter Michael Miller, Jr., 1923年1月23日 - 1996年1月9日）は、アメリカのSF作家。ドイツ系アメリカ人のカトリック教徒。
フロリダ州ニュースマーナビーチで生まれた。第二次世界大戦ではアメリカ陸軍航空隊で無線通信士及び尾部銃手として勤務し、イタリアで53回の爆撃任務をこなした。この任務中にモンテ・カッシーノのベネディクト会修道院への爆撃（モンテ・カッシーノの戦い）が行われ、これが衝撃的な体験となる。1959年にはその体験をもとに、小説『黙示録3174年』（原題：A Canticle for Leibowitz）を書いた。この小説の一部は先に The Magazine of Fantasy and Science Fiction誌上に掲載された。
存命中に出版された唯一の長編小説であった『黙示録3174年』は、1961年のヒューゴー賞を獲得した。終末戦争後の世界を描いた小説としては最高の評価を与えられている。その他に40作ほどの短編SFを雑誌などに発表しているが、それらは1951年から1955年の間に集中している。
ミラーは晩年、親族を含むほとんどの人々との接触を避けて病的に孤独を求めるようになり、『黙示録3174年』の続編に取り組んでいる最中に拳銃自殺した。絶筆となったその作品は2000年にテリー・ビッスンが完成させ、『Saint Leibowitz and the Wild Horse Woman』のタイトルで出版された。
『黙示録3174年』のラジオドラマが1981年に制作され、後にCD化されている。また、日本のSF評論家である水鏡子の筆名はミラーから来ている。

## 作品リスト

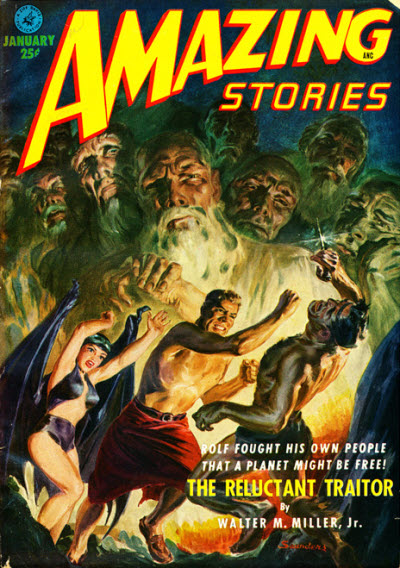
ミラーの作品である The Reluctant Traitorが掲載された、アメイジング・ストーリーズ1952年1月号

### 長編
- 『黙示録3174年』A Canticle for Leibowitz
- Saint Leibowitz and the Wild Horse Woman（テリー・ビッスンにより完成）

### 短編
- 「大いなる飢え」The Big Hunger
- 「地底の魔人」Big Joe and the Nth Generation
- 「遂行への司令」Command Performance（Anybody Else Like Me? 改題）
- 「ニュートロイド」[注釈 1]Conditionally Human
- 「風立ちぬ」[注釈 2]Crucifixus Etiam
- 「時代遅れの名優」The Darfsteller
- 「黒い恩寵」[注釈 3]Dark Benediction
- 「帰郷」The Hoofer
- 「夢みるもの」[注釈 4]I, Dreamer
- 「死のドーム」[注釈 5]Secret of the Death Dome
- 「くだらぬ奴」You Triflin' Skunk!(The Triflin' Man)

## 日本語翻訳書
- 『黙示録3174年』吉田誠一訳、創元SF文庫、1971年、ISBN 4488643019 ※解説：池澤夏樹